# Mithridates VI van Pontus
Mithridates VI (132-63 v.Chr.), bijgenaamd Eupator Dionysus, was van ca. 120 tot 63 v.Chr. koning van Pontus. Door zijn Perzische en Hellenistische afkomst zag hij zichzelf als verdediger tegen de Romeinse overheersing van het oosten en onder zijn leiding bereikte het koninkrijk het toppunt van macht en groeide met de Mithridatische oorlogen uit tot Romes meest succesvolle tegenstander van die eeuw. Dit gaf hem al in zijn eigen tijd een befaamdheid die aanhield tot de twintigste eeuw. Volgens Racine (1673) gold il n'y a guère de nom plus connu que celui de Mithridate, bijna geen naam beter bekend dan die van Mithridates. Gedurende de twintigste eeuw verdween zijn naam echter uit het collectieve geheugen. Problematisch bij het weergeven van zijn regeerperiode is dat de overgebleven bronnen vooral Romeins zijn en daarmee een gekleurd beeld geven. Cicero stelde dat zijn veroveringsdrang de Romeinse belangen schade toebracht, terwijl Plutarchus hem zag als slachtoffer van Romeins imperialisme.
Enkele legendes hebben de mythevorming rond Mithridates versterkt. Zo zou hij beschikt hebben over een fenomenaal geheugen en in staat zijn geweest eenieder van zijn manschappen bij voornaam en in zijn moedertaal – een van de 22 talen die hij sprak – aan te spreken. Ook nam hij volgens Appianus en Lucius Cassius Dio regelmatig verdund gif in, om zo dodelijke doses te kunnen weerstaan, een praktijk die Aulus Cornelius Celsus mithridatisme noemde. Ook zijn wreedheid en vasthoudendheid werden uitvoerig beschreven.
Mithridates was de voorkeursnaam van de Romeinen, Mithradates die van de Grieken. Hij wordt ook wel Mithridates de Grote genoemd, maar deze naam deelt hij met zijn tijdgenoot Mithridates II de Grote van Parthië. Vanaf in ieder geval 102-101 v.Chr. voerde hij ook de naam Dionysus en later werd daar Eupator (goede vader) aan toegevoegd.

## Vroege leven
Mithridates was de zoon van Mithridates V Euergetes (151-120 v.Chr.) en Laodice VI, een seleucidische prinses en daarmee van Perzische en Hellenistische afkomst. Hij had een oudere zuster, Laodice van Cappadocia, een jongere broer, Mithridates Chrestus, en vier jongere zusters, Laodice, zijn eerste vrouw, Nyssa, Roxana en Statira.
Toen Mithridates twaalf jaar oud was, stierf zijn vader door vergiftiging door onbekenden, mogelijk familie of zelfs Laodice. Dit zou van grote invloed blijven in het leven van Mithridates die er alles aan deed om immuun te worden voor vergif, iets wat naar hem mithridatiseren werd genoemd.
Het koningschap ging daarna blijkbaar over naar Laodice VI en haar twee zonen, waarbij Laodice als regentes optrad, aangezien haar zonen minderjarig waren. Haar voorkeur ging echter uit naar Chrestus, wat zover ging dat ze Mithridates probeerde te vermoorden. In 119 of 118 v.Chr. vluchtte hij en keerde pas rond 115 of 114 v.Chr. terug, waarna hij zijn moeder en broer gevangen liet zetten. Zijn moeder overleed in gevangenschap, mogelijk een natuurlijke dood, terwijl Chrestus haar niet lang overleefde. Volgens Memnon van Heraclea en Gaius Sallustius Crispus stierven beiden echter door toedoen van Mithridates.

## Vroege heerschappij
Toen Mithridates aan de macht kwam, was Pontus een klein, maar welvarend koninkrijk in Klein-Azië ten zuiden van de Zwarte Zee. Zoals andere Hellenistische koningen streefde hij naar uitbreiding van zijn macht. Hij slaagde hierin met behulp van zijn generaal Diophantus. Deze leverde strijd rond de Zwarte Zee, onder meer met de Scythen die het Bosporuskoninkrijk rond de Krim aan de noordkust van de Zwarte Zee belaagden. Rond 110 v.Chr. stelde dit koninkrijk zich onder druk van de Scythen onder bescherming van Mithridates. Ook Armenia Inferior en Colchis wist hij aan zijn rijk toe te voegen, waarbij hij zichzelf identificeerde met de Griekse god Dionysos om zich zo te portretteren als bevrijder en beschermer van de Grieken rond de Zwarte Zee. In korte tijd groeide Mithridates uit tot een van de grootste koningen in Klein-Azië op dat moment.

## Mithridatische oorlogen

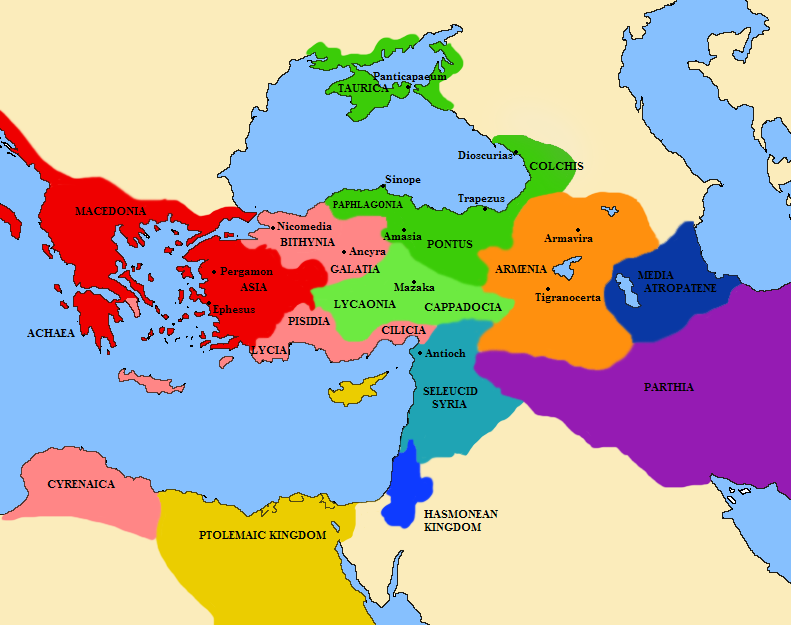
Pontus en omringende landen aan de vooravond van de eerste Mithridatische Oorlog

Toen Ariarathes VI van Cappadocië stierf, eiste de schoonzoon van zijn zus, Nicomedes III van Bithynië de troon op. Rome loste het probleem op, met het plaatsen van hun eigen stroman Ariobarzanes I. Na de dood van Nicomedes III steunde Mithridates VI, Socrates Chrestus, de broer van Nicomedes IV van Bithynië bij het veroveren van de troon. Nicomedes IV riep de hulp van Rome in.

### Eerste Mithridatische Oorlog
In 91 v.Chr. brak in Rome de Bellum Sociorum uit. Met zijn oostgrens gedekt door een bondgenootschap met koning Tigranes II de Grote van Armenië en koning Mithridates II de Grote van het Parthische rijk en gesteund door de ontevreden bevolking van de Romeinse provincie Asia, die veel te lijden had onder de corruptie en het inhalige beleid van de Romeinse stadhouders, opende hij in 89 v.Chr. de strijd, de Eerste Mithridatische Oorlog. Mithridates werd wijd en zijd als bevrijder ingehaald en bevredigde de wraakzucht van de plaatselijke bevolking door een georganiseerd bloedbad: vanuit Efeze beval hij in 88 v.Chr. om in het hele land op één dag alle uit Italië afkomstige Romeinse onderdanen, mannen, vrouwen en kinderen, (minstens 80.000) te vermoorden. Na deze pogrom, die Théodore Reinach de vespers van Efeze noemde, stak hij over naar Griekenland, waar men hem eveneens op gejuich onthaalde. De terugslag kwam toen Sulla op bevel van de Senaat van Rome in Griekenland verscheen: hij nam Athene in en versloeg Mithridates' troepen bij Chaeronea. In 85 v.Chr. kwam Klein-Azië weer onder Romeinse controle en moest boeten voor zijn revolte, onder andere door hoge belastingen.

### Tweede Mithridatische Oorlog
In 83 v.Chr. hervatte Mithridates zijn pogingen, maar werd door het optreden van de bekwame veldheer Lucullus gedwongen naar Armenia te vluchten. Ook dit land werd door Lucullus veroverd, maar moest tijdelijk prijsgegeven worden, toen Sulla hem van zijn commando onthief.

### Derde Mithridatische Oorlog
Dit bood Mithridates de gelegenheid zich te herstellen, totdat Pompeius in 66 v.Chr. voorgoed met hem afrekende. Mithridates vluchtte samen met zijn levensgezellin Hypsicratea naar de Krim, naar de zee van Azov, waar zijn zoon een rijkje had. Zijn plannen om van daaruit de Romeinen opnieuw te bestoken mislukten, doordat de revolterende bevolking weigerde de zware lasten voor de oorlogvoering op te brengen.
Mithridates besloot zelfmoord te plegen om niet in de Romeinse triomftocht meegevoerd te worden: volgens Appianus had hij gif ingenomen, dat echter niet werkte doordat hij zichzelf er immuun tegen gemaakt had, waarna hij zich, geholpen door zijn trouwe Gallische lijfwacht Bituitus, op zijn zwaard stortte.

## Artistieke invloed
Het leven van Mithridates bleek een inspiratie voor veel artiesten, zoals bij de tragedies La Mort de Mithridate (1636) van La Calprenède, Mithridate (1673) van Racine en Mithridates, King of Pontus (1678) van Lee.
Een hele reeks opera's werd in meer of minder mate gebaseerd op de tragedie van Racine, waaronder Mitridate in Sebastia (1701) van Aldrovandini, Mitridate Eupatore (1707) van Scarlatti, Mitridate rè di Ponto, vincitor di se stesso (1723) van Capelli, Mitridate (1750) van Vilati, Mitridate, ré di Ponto (1767) van Gasparini en Mitridate, Rè di Ponto (1770) van Mozart.